# Júlio Pomar

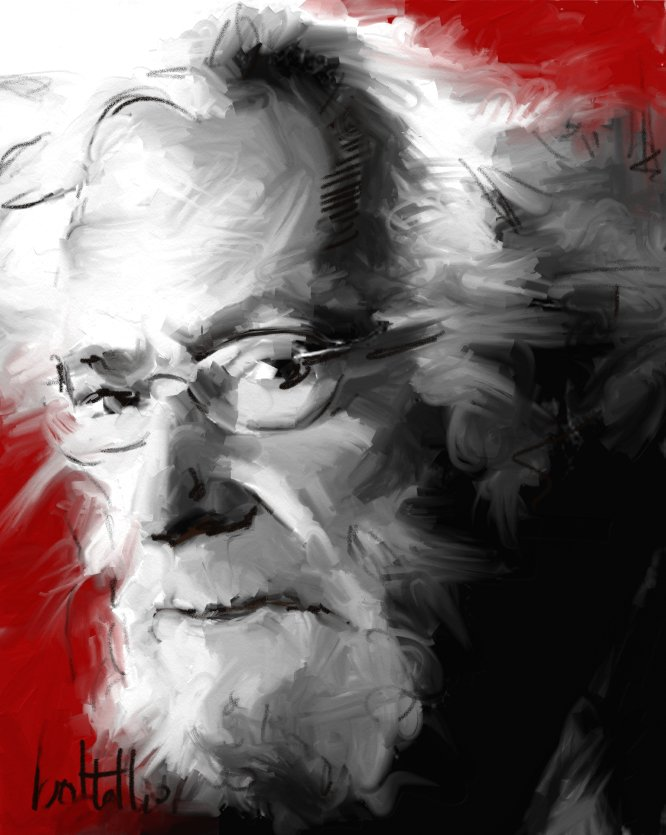
Júlio Pomar

Júlio Artur da Silva Pomar (* 10. Januar 1926 in Lissabon, Portugal; † 22. Mai 2018 ebendort) war ein portugiesischer Maler. Er war auch als Illustrator, Autor, Keramikkünstler, Bildhauer, Bühnenbildner und Zeichner tätig. Pomar gilt als einer der großen Maler Portugals in der zweiten Hälfte des 20. Jahrhunderts.

## Leben
Júlio Pomar wurde in Lissabon geboren. Schon mit acht Jahren erkannte ein Freund der Familie, der selbst Bildhauer war, das Talent des Jungen und ermöglichte ihm erste Malkurse an der renommierten Escola de Artes Decorativas António Arroio in Lissabon. Er wechselte bereits im Alter von 16 Jahren 1942 zunächst an die Escola de Belas Artes in Lissabon, wo er bis 1944 verblieb, um im selben Jahr an die Escola Superior de Belas Artes do Porto zu wechseln. Als Student war er im Widerstand gegen das Salazar-Regime tätig, sympathisierte mit der Kommunistischen Partei Portugals (PCP), war an Studentenkämpfen beteiligt und wurde Mitglied des Movimento União Democratica (MUD) sowie der Studentengruppe „Os Independentes“ (Die Unabhängigen), was ihm vier Monate Gefängnis einbrachte sowie den Verlust seines Studienplatzes in Porto. Dies ist auch der Grund, warum Pomar keinen offiziellen Abschluss an einer Kunsthochschule erreichen konnte. Auch begann er für diverse, meist linke, Kunst- und Literaturzeitschriften zu schreiben: A Tarde, Seara Nova, Vertice, Mundo Literario, Horizonte. Von dem Maler Jose Sobral de Almada-Negreiros wurde er eingeladen, an der 7. Ausstellung für Moderne Kunst des Nationalen Propagandaministeriums in Lissabon teilzunehmen. 1950 ging er für ein Jahr nach Spanien, um sich dort den intensiven Studien des Werkes von Francisco Goya zu widmen, dessen Werk ihn nachhaltig beeinflusste.
Ab 1963 lebte er in Paris und hatte sein Atelier in Auteuil. Sein Bild Les Courses wurde dort in der Galerie Locloche gezeigt. Die Studentenproteste im Jahr 1968 in Paris, an denen er als einfacher Aktivist beteiligt war, übten einen nachhaltigen Eindruck auf seine Person und sein Werk aus.
In den Jahren 1953, 1975 und 1985 nahm er an der Kunstbiennale von São Paulo teil. Eine erste Retrospektive seines Werkes fand durch die Gulbenkian-Stiftung im Jahre 1978 statt.
2004 wurde in Lissabon zunächst die Júlio Pomar Fundação (Stiftung) gegründet, die später in das Museum and Workshop Júlio Pomar (also einem Museum mit seinen Bildern sowie dem Atelier des Künstlers, dem man beim Arbeiten manchmal zusehen konnte) umgewandelt wurde. Hier hatte der frühere Lissaboner Bürgermeister und Sohn von Ex-Präsident Mário Soares, João Soares, entscheidend mitgewirkt. Das Gebäude des Museums wurde durch den weltbekannten Architekten und Pritzker-Preisträger Álvaro Siza Vieira entworfen.
Pomar war mehrfach verheiratet, darunter mit Alice Jorge, und hatte mehrere Kinder. Er lebte abwechselnd in Paris und Lissabon. Er starb am 22. Mai 2018 im Alter von 92 Jahren im Hospital da Luz in Lissabon.
Zu seinen Ehren benannte die portugiesische Airline TAP Air Portugal ein Flugzeug nach ihm.

## Der Maler und das Werk
Neben Goya inspirierten ihn auch noch andere Künstler: aus dem Bereich der Literatur waren dies vor allem Alves Redol und Soeiro Pereira Gomes, deren Figuren ihn oftmals zu Gemälden inspirierten. Dann waren es Lateinamerikaner wie der brasilianische Maler Candido Portinari und die mexikanischen Maler Diego Rivera, David Alfaro Siqueiros und der Maler José Clemente Orozco. Von europäischen Malern waren es vor allem Henri Matisse und Jean-Auguste-Dominique Ingres, deren Werke einen großen Einfluss auf sein Werk hatten. Seine Malerei der 50er und 60er Jahre war also hauptsächlich vom Neo-Goyanismus geprägt, die folgenden Jahrzehnte vom Realismus. Seine erste Teilnahme an einer Gruppenausstellung hatte er 1942, seine erste Einzelausstellung 1947 in Porto. Für den Lissaboner U-Bahnhof Alto dos Moinhos gestaltete er 1983 und 1984 diverse Azulejos mit den Porträts von vier berühmten Dichtern Portugals: Camões, Bocage, Pessoa und Almada Negreiros. Ebenso gestaltete er 1992 die Brüsseler Metrostation „Jardin Botanique“, und auch Auftragsarbeiten für Porträts bekannter Portugiesen wurden von ihm angenommen: so malte er Maria Lamas oder den Schriftsteller Mario Dionisio (1916–1993). Eine bekannte Einzelausstellung hatte er 1997 in Charleroi, Belgien, mit dem Titel „Pomar et la Litterature“ (Pomar und die Literatur). Auch als Essayist konnte er sich profilieren: Im Jahr 2000 erschien das Essaybändchen „Entao e a Pintura?“ (Also auch die Malerei?).
In folgenden Städten war sein Werk in Einzelausstellungen, Gruppenausstellungen und Themenausstellungen (z. B. über portugiesische Malerei) zu sehen: Porto, Paris, Tokyo, Pittsburgh, Athen, Bagdad, Leeds, Lissabon, Madrid, Funchal, Salamanca, Nanterre, Bobigny, São Paulo, Rio de Janeiro, Rom, Mailand, Estoril, London, Caracas, Brüssel, Mexiko-Stadt, Peking, Biarritz, New York City, Istanbul, Macau, Charleroi.
In Deutschland ist sein Werk bisher kaum bekannt.